# Dirty Monitor
Dirty Monitor est une société de création de contenu audiovisuel spécialisée dans la vidéo et plus en particulier dans le mapping vidéo 3D et le Vjing. Elle est basée à Charleroi en Belgique.

## Les Projets
Depuis sa création en 2004, ce collectif d’artistes a réalisé de nombreux projets d’envergure à travers le monde,,,,.
Les Dirty Monitor ont mis leur savoir-faire en avant dans le monde de la culture, mais aussi lors d’évènements corporate en enchainant mappings architecturaux, performances live, installations, lancements de produits, soirées, inaugurations, festivals… C’est dans ce cadre qu’ils ont été amenés à collaborer avec des réalisateurs et
des metteurs en scène de renom tels que Luc Petit, Fabrice Bollen ou bien encore Franco Dragone mais également des agences et sociétés de production (MCI Geneva, Music-Hall, VO-Event, Profirst...), des marques (Patek Philippe, Bosch, Nespresso, Mercedes-Benz, Keywall, Telenet, Belgacom, Asco, Qatargas…), des 
chaînes de télévision (TF1, RTP, CCCTV…), des institutions (La Commission Européenne, Mons 2015, La Communauté Française...) et des artistes de l’industrie événementielle (de Florence Foresti pour son spectacle « Party Bercy » à  Romain Renard pour "Melvile sur scène"). 
Concernant leur présence à l’international, on notera que certains projets les ont conduits en France, en Suisse, en Allemagne, en Italie, en Roumanie, au Portugal mais aussi en Chine, aux Émirats Arabes, en Australie, à Singapour, aux États-Unis en passant par Shanghai, Oman et encore Sydney dans le cadre de l’exposition « Art of the Bricks : DC Comics » qui y a ouvert ses portes en novembre 2015. 
Parmi les réalisations Dirty Monitor les plus médiatisées en 2015 figurent:
- « Cloé » -  un mapping vidéo à 360 degrés réalisé dans la cour du Carré des Arts à l’occasion de la cérémonie d’ouverture de Mons 2015, la nouvelle capitale européenne de la culture. Le thème était la rencontre entre la technologie et la culture,.
- « Smoke On The Water"- un show orchestré par le théâtre de L’Ancre qui s’est déroulé en septembre 2015 sur les quais de la Sambre à Charleroi.  L'objectif était de mettre en avant les artistes issus de la région : Dirty Monitor, Kid Noize, Bow, Mochélan Zoku, Mélanie De Biasio, Aeroplane.... Les Dirty Monitor y ont proposé un mapping vidéo spécialement créé pour l'occasion, leur œuvre a été projetée sur le bâtiment de l'ancien tri postal pendant la performance de Kid Noize,.
- Leur participation à l’iMAPP Bucarest, un concours mondial de video-mapping. Ils y ont effectué un mapping vidéo sur le thème des 4 éléments sur la façade du Palais du Parlement (le 2e plus grand bâtiment administratif au monde avec un total de 23,000 m2 de surface de projection),. 
En 2016 le collectif signe différents projets parmi lesquels l'opéra urbain "Racines" à l'occasion de Bordeaux Fête le Vin , et un show mapping video sur les thèmes du futurisme et de la robotique sur la tour de 150 mètres de haut du Plan Incliné de Ronquières dans le cadre du Ronquières Festival. 